# Ástin sem eftir er
Pour plus de détails, voir Fiche technique et Distribution.
Ástin sem eftir er, également connu sous son titre anglais The Love That Remains, est un film dramatique islandais réalisé par Hlynur Pálmason, sorti en 2025.
Le film, avec Saga Garðarsdóttir, Sverrir Gudnason, Ída Mekkín Hlynsdóttir, Þorgils Hlynsson et Grímur Hlynsson dans les rôles principaux, devrait être présenté en avant-première au Festival international du film de Cannes en mai 2025.

## Synopsis
Le film suit l'évolution d'une famille durant une année, alors que les parents se séparent.

## Fiche technique
- Titre original : Ástin sem eftir er[2],[3]
- Réalisation : Hlynur Pálmason
- Scénario : Hlynur Pálmason
- Photographie : Hlynur Pálmason
- Montage : Julius Krebs Damsbo
- Musique : Harry Hunt
- Production : Katrin Pors, Anton Máni Svansson
- Sociétés de production : Still Vivid, Snowglobe Films, Hobab
- Pays de production :  Islande
- Langue originale : islandais
- Format : couleurs
- Genre : drame historique
- Durée :
- Dates de sortie : 
  - France : 18 mai 2025 (Festival de Cannes 2025)[1]

## Distribution
- Sverrir Gudnason : Magnús
- Saga Garðarsdóttir (is) : Anna
- Ída Mekkín Hlynsdóttir : Ída
- Grímur Hlynsson : Grímur
- Þorgils Hlynsson : Þorgils
- Ingvar E. Sigurðsson : Pálmi
- Anders Mossling : Martin
- Katla M. Þorgeirsdóttir : Íris
- Halldór Laxness Halldórsson : Daníel
- Kristinn Guðmundsson : Ágúst

## Production
Réalisé et écrit par Hlynur Pálmason, Ástin sem eftir er est le quatrième long métrage de l'Islandais, après Winter Brothers en 2017, Un jour si blanc en 2019 et Godland en 2022. Ce dernier a été présenté par l'Islande aux Oscars 2024 dans la catégorie du meilleur film international. Hlynur Pálmason s'est également chargé de la photographie. Le montage a été réalisé par son partenaire de longue date Julius Krebs Damsbo.
La distribution comprend Saga Garðarsdóttir, Sverrir Gudnason, Þorgils Hlynsson, Grímur Hlynsson et Ída Mekkín Hlynsdóttir, qui a déjà joué dans Godland. Ingvar Eggert Sigurðsson, qui joue Pálmi, était déjà apparu dans ses films Un jour si blanc et Godland.
Le film a reçu des subventions, entre autres, du Centre cinématographique islandais, du ministère islandais de la Culture et de l'Économie, de l'Institut cinématographique danois, du Nordisk Film & TV Fond, de l'Institut cinématographique suédois, d'Arte et de Creative Europe MEDIA.
Le décor est conçu par Frosti Friðriksson. Le film est tourné dans l'Est de l'Islande.

## Distinctions

### Récompenses
- Festival de Cannes 2025 : Palme Dog

### Sélections
- Festival de Cannes 2025 : sélection officielle, Cannes Première